# Усуг
Усуг — село в Росії, в Курахському районі Дагестану.
Дата заснування невідома. За існуючими даними, історія села тягнеться вглиб віків. Старожили села кажуть, що поселенці села Усуг спустилися з гори Футік. В часи ханів горяни хотіли жити самостійно, не підчинялися ханам, не платили їм данини, грабували ханські володіння. Але розлючений хан зігнав фуртікців на рівнину, в лісисту місцевість (де сьогодні знаходиться село Кулан-Стал). Деякі горяни ховалися в ущелинах, непрохідних місцях, і згодом знайшли місце щоб збудувати село. З часом люди перетворили своє село на фортецю, при вході до якої були залізні ворота. Засновником села вважається фуртікець Юсуф. Пізніше в село переселилися горяни з місця Улужан.
В селі є 2 могильника (пІир) шейхів Каміля і Магомеда.
| Росія | Це незавершена стаття з географії Росії. Ви можете допомогти проєкту, виправивши або дописавши її. |